# Idioma tolowa
El tolowa (también llamada chetco-tolowa) es una lengua atabascana extinta hablada en el suroeste del estado de Oregón (Estados Unidos). Está siendo revitalizada actualmente.

## Pronunciación

### Consonantes
|             |             | Bilabial | Alveolar   | Alveolar | Alveolar | Palatal | Velar | Velar | Glotal |
| plain       | africada    | Bilabial | retrofleja | simple   | labial   | Palatal |       |       | Glotal |
| ----------- | ----------- | -------- | ---------- | -------- | -------- | ------- | ----- | ----- | ------ |
| Oclusiva    | Tenue       | p        | t          |          |          | t͡ʃ      | k     | kʷ    | ʔ      |
| Oclusiva    | Aspirada    |          | tʰ         |          |          | t͡ʃʰ     |       |       |        |
| Oclusiva    | eyectiva    |          | tʼ         | t͡sʼ      | ʈ͡ʂʼ      | t͡ʃʼ     | kʼ    | kʷʼ   |        |
| Continuante | sorda       |          | ɬ          | s        | ʂ        | ʃ       | x     | xʷ    | h      |
| Continuante | sonora      |          | l          |          |          |         | ɣ     |       |        |
| Sonante     | simple      | m        | n          |          |          | j       |       | w     |        |
| Sonante     | glotalizada | mˀ       | nˀ         |          |          | jˀ      |       | wˀ    |        |

- /ɬ/ tiene un alófono [t͡ɬ] tras vocales. /j/ tiene un alófono nasal [j̃] tras vocales nasales.[2]

### Vocales
|             |             | Anterior | Anterior | Central | Central | Posterior | Posterior |
| breve       | larga       | breve    | larga    | breve   | larga   |           |           |
| ----------- | ----------- | -------- | -------- | ------- | ------- | --------- | --------- |
| Cerrada     | oral        | i        | iː       |         |         | u         | uː        |
| Cerrada     | nasal       | ĩ        | ĩː       |         |         | ũ         | ũː        |
| Semicerrada | Semicerrada | e        | eː       | ə       |         |           |           |
| Abierta     | oral        |          |          | a       | aː      |           |           |
| Abierta     | nasal       |          |          | ã       | ãː      |           |           |

[ɔ] es un alófono de /a/ tras consonantes palatales y velares.
/ə/ tiene los alófonos [ɨ] junto a palatales y [ʉ] ante velares. Se nasaliza ([ə̃]) ante consonantes nasales.
Existen tres diptongos: [ai], [au], and [ui].